# FlowTex
FlowTex公司由曼弗雷德·施密德（Manfred Schmider）和克劳斯·克莱瑟（Klaus Kleiser）在1980年代中期於德國巴登-符腾堡州创立。是一間專門處理地下管線工程的公司，其業務為銷售水平導向鑽掘機及其服務。此鑽機可以安装电缆和管道而无需开挖道路，使施工免於交通混乱和噪音污染。2000年，公司称已以约150万德国马克的價格售出3000台機器。
起初公司正常經營，但後來公司開始欺詐銀行與投資人。FlowTex僅生產了181台機器，但其多次偽造了交易憑據和標識以符合公司聲稱的銷售額。有次，同一台機器在投資者午休時間被挪動不同的假建築工地上出現，以欺騙前來考察的投資者。在大約十年的時間裡，他們以不存在的鑽井系統獲得了價值超過20億歐元的貸款，該騙局被稱為德國有史以來最大的白領犯罪案。